# 기쿠마촌
기쿠마촌(菊間村)은 지바현 이치하라군에 존재했지만 쇼와 대합병으로 폐지된 촌이다. 현재의 이치하라시에 해당한다.

## 역사
- 1889년 4월 1일 - 정촌제 시행에 의해 이치하라군 기쿠마촌이 성립하였다.
- 1955년 3월 31일 - 야와타정과 합병해 이치하라정이 되어 소멸하였다.

## 교통

### 도로
- 지바현도 제14호선
- 지바현도 제126호선

## 참고문헌
- 市原のあゆみ
- 小沢治郎左衛門『上総国町村誌 第一編』1889年。NDLJP:763698。
- 千葉県市原郡教育会『千葉県市原郡誌』千葉県市原郡、1916年。NDLJP:951002。
- 『明治22年千葉県町村分合資料 七 市原郡町村分合取調』1889年。
- 竹内克「菊間藩」『市原市菊間周辺の遺跡と文化財』、市原市地方史研究連絡協議会、2001年。